# Лунка (Галац)
Лунка (рум. Lunca) насеље је у Румунији у округу Галац у општини Жорашти. Oпштина се налази на надморској висини од 80 m.

## Становништво
Према подацима из 2002. године у насељу је живело 262 становника, од којих су сви румунске националности.